# Scarpa d'oro 2009
La Scarpa d'oro 2009 è il riconoscimento calcistico che è stato assegnato al miglior marcatore assoluto in Europa tenendo presente le marcature segnate nel rispettivo campionato nazionale per il valore del coefficiente UEFA nella stagione 2008-2009. Il vincitore del premio è stato Diego Forlán, con 32 reti nella Liga.

## Classifica finale
| Pos | Campionato     | Nome                | Squadra          | Gol | C-UEFA | Pti  |
| --- | -------------- | ------------------- | ---------------- | --- | ------ | ---- |
| 1   | Liga           | Diego Forlán        | Atlético Madrid  | 32  | x2     | 64   |
| 2   | Liga           | Samuel Eto'o        | Barcellona       | 30  | x2     | 60   |
| 3   | Bundesliga     | Marc Janko          | Salisburgo       | 39  | x1,5   | 58,5 |
| 4   | Bundesliga     | Grafite             | Wolfsburg        | 28  | x2     | 56   |
|     | Liga           | David Villa         | Valencia         | 28  | x2     | 56   |
| 6   | Bundesliga     | Edin Džeko          | Wolfsburg        | 26  | x2     | 52   |
| 7   | Serie A        | Zlatan Ibrahimović  | Inter            | 25  | x2     | 50   |
| 8   | Serie A        | Marco Di Vaio       | Bologna          | 24  | x2     | 48   |
|     | Ligue 1        | André-Pierre Gignac | Tolosa           | 24  | x2     | 48   |
|     | Bundesliga     | Mario Gómez         | Stoccarda        | 24  | x2     | 48   |
|     | Serie A        | Diego Milito        | Genoa            | 24  | x2     | 48   |
| 12  | Liga           | Lionel Messi        | Barcellona       | 23  | x2     | 46   |
| 13  | Liga           | Gonzalo Higuaín     | Real Madrid      | 22  | x2     | 44   |
| 14  | Bundesliga     | Patrick Helmes      | Bayer Leverkusen | 21  | x2     | 42   |
| 15  | Premier League | Kris Boyd           | Rangers          | 27  | x1,5   | 40,5 |
|     | Bundesliga     | Erwin Hoffer        | Rapid Vienna     | 27  | x1,5   | 40,5 |

## Attribuzione del coefficiente UEFA
- Per i campionati i cui paesi sono dal 1º al 5º posto della classifica UEFA i gol del giocatore vanno moltiplicati per 2: Inghilterra, Spagna, Italia, Francia, Germania.
- Per i campionati i cui paesi sono dal 6º al 21º posto della classifica UEFA i gol del giocatore vanno moltiplicati per 1,5: Russia, Romania, Portogallo, Paesi Bassi, Scozia, Turchia, Ucraina, Belgio, Grecia, Repubblica Ceca, Svizzera, Bulgaria, Norvegia, Danimarca, Austria, Serbia, Israele.
- Per i campionati i cui paesi sono dal 22º posto in giù della classifica UEFA i gol del giocatore vanno moltiplicati per 1.